# Reclus (moine)
Pour les articles homonymes, voir Reclus.

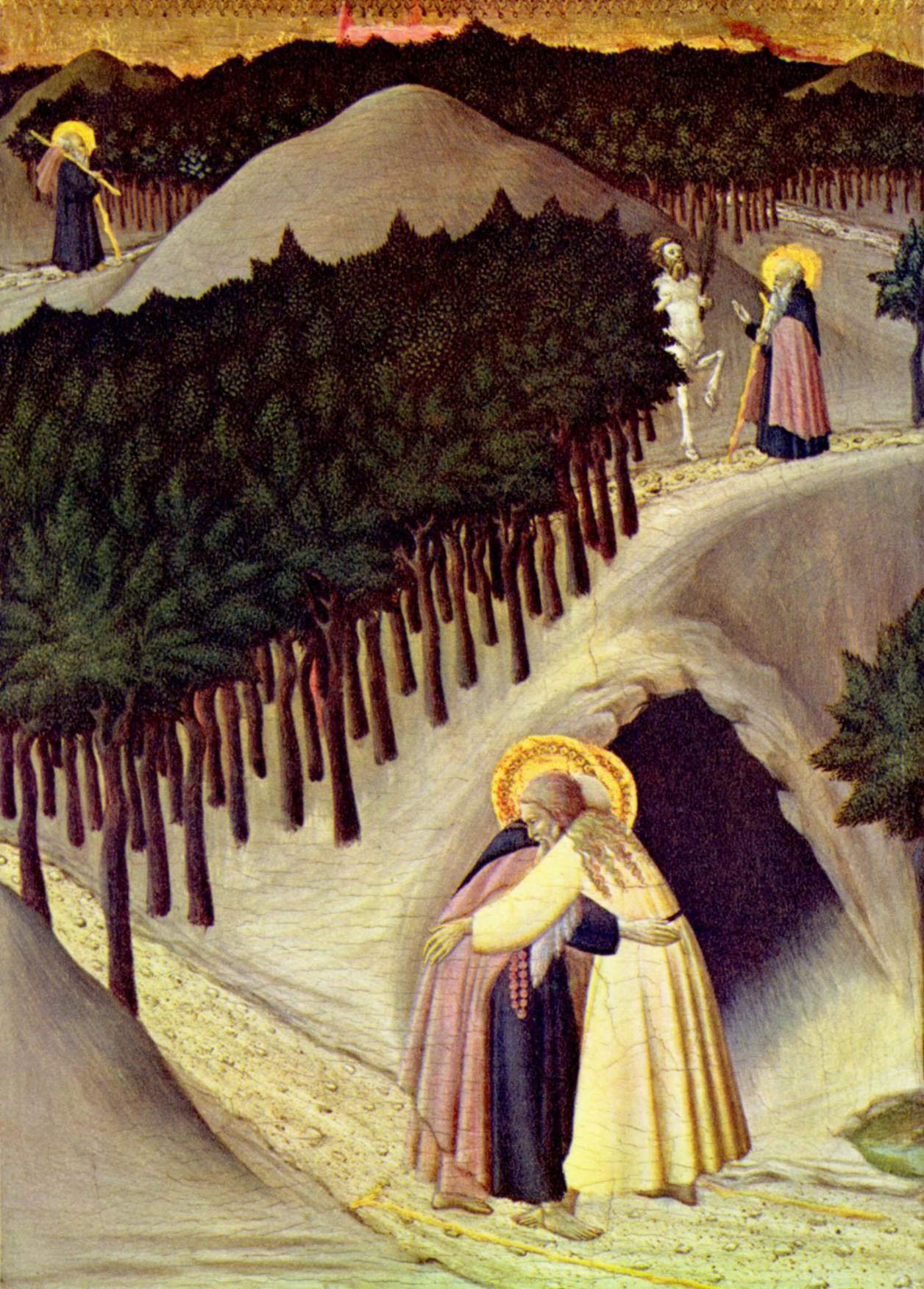
Sassetta (1445) : Saint Antoine rencontrant saint Paul de Thèbes, National Gallery, Washington.

Un reclus (ou une recluse) est un moine (ou moniale) qui, adoptant une forme extrême de pénitence, s’enferme en solitaire dans un espace restreint (réclusion dans une « celle » ou cellule ou bien un reclusoir), soit pour un temps, soit pour la vie. Cette cellule se trouve généralement près d’un monastère ou d’une église.
Dans le christianisme, les reclus appartiennent aussi bien à l'Église catholique qu'à l'Église orthodoxe.

## Origine et sens
Ce genre d’ascèse extrême est déjà présent dans le monachisme chrétien oriental du IVe siècle. Il aurait été inauguré en Syrie par Eusèbe de Télédan (d'autres sources citent également Saint Paul Ermite (229-342) ou selon les sources Antoine le Grand (vers 250-356), ou encore Jean d'Égypte). 
Spirituellement, la réclusion monastique est une symbolique mais radicale « mort au monde », par l’adoption volontaire de l’enfermement et le choix délibéré de la prison. En Occident, au Moyen Âge, le cérémonial d’entrée en réclusion comportait d’ailleurs le chant de funérailles In paradisum deducant te angeli. Le souhait du reclus est de trouver sa voie vers Dieu dans le « fuis, tais-toi, reste tranquille » de l’hésychasme.

## Monachisme oriental
La tradition monastique orientale est plus longue et riche que celle de l’Occident dans ce choix de la réclusion comme forme de vie religieuse. Des auteurs tels que Rufin d'Aquilée (lui-même un reclus) et Théodoret mentionnent la présence de reclus (y compris de recluses) en Syrie où ils sont les plus nombreux. En Égypte sont célèbres Nillamos et Jean de Lycopolis. Durant la période byzantine, des colonies de reclus existent sur les îles de Paphos, Rhodes, Chypre. Le plus célèbre, à Chypre, est Néophyte le Reclus (1134-c.1214).

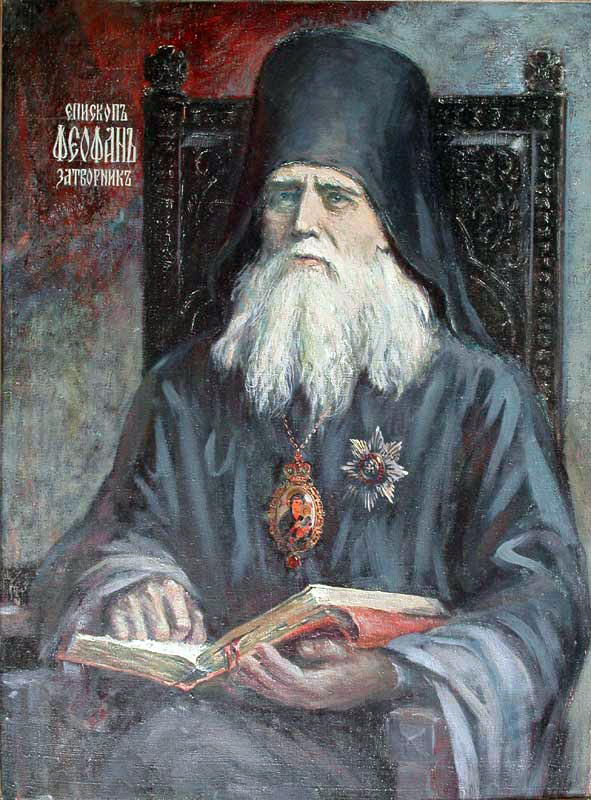
L'évêque orthodoxe russe Théophane le Reclus.

Étant donné l’extravagance que prend parfois l’ascétisme des reclus — l’un s’enferme dans un tombeau, un autre se construit une cellule où il ne peut se tenir ni debout ni couché — l’Église invite à la prudence et, à partir du VIIe siècle, commence à légiférer.
Ainsi Théodore Balsamon, interprétant un canon synodal, écrit vers 1170 : « C’est une chose grande et courageuse que quelqu’un se renferme dans une maisonnette toute sa vie, comme s’il était mort, mais les lois des Pères ordonnent que personne ne se fasse reclus sinon après une considération sérieuse » Il ajoute des conditions : « que celui qui voudrait se décider pour ce genre de vie demeure auparavant trois ans sous l’obéissance d’un supérieur de monastère ; ensuite il doit présenter une déclaration minutieuse sur la manière dont il pense pratiquer ce genre de vie ; cette déclaration sera examinée et approuvée par l’évêque ; et encore après cela il doit pratiquer la vie monastique en dehors de la réclusion »
En Russie la réclusion comme forme de vie érémitique survit jusqu’au XIXe siècle. Certains des grands théologiens de l’époque sont des reclus : Séraphin de Sarov (mort en 1833), et surtout l’évêque démissionnaire Théophane. Ce dernier est reclus de 1866 à sa mort en 1894. Il a rassemblé de nombreux livres dans sa recluserie, est abonné à des revues théologiques et répond aux lettres de consultation spirituelle qu’il reçoit. Ces lettres sont de petits traités de théologie dogmatique ou spirituelle.

## Monachisme occidental

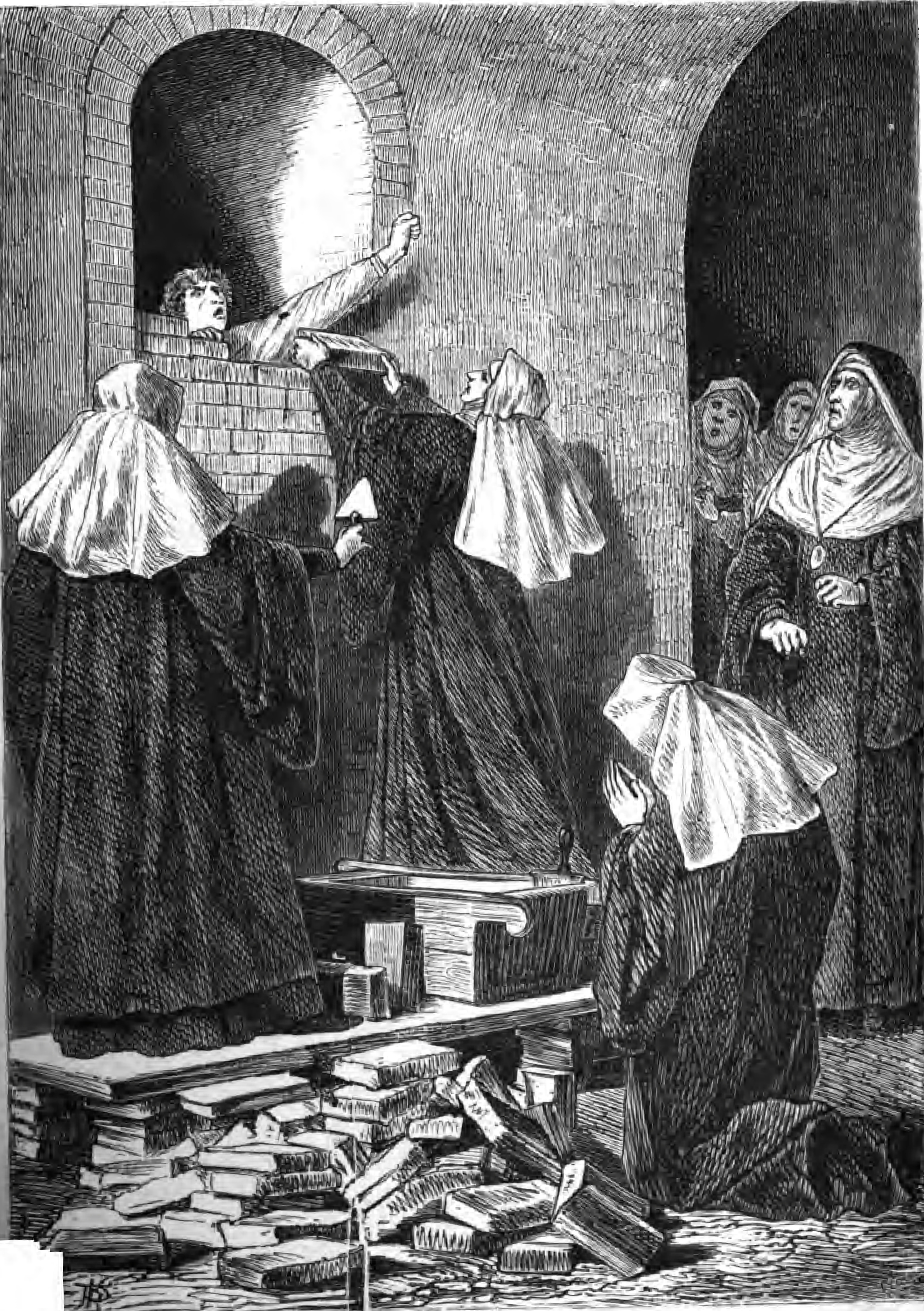
Emmurement d'une moniale recluse.

En Occident, le phénomène de la réclusion monastique apparaît plus tard qu’en Orient. Un concile régional, à Orléans (en 533), mentionne la présence de reclus en Gaule mérovingienne. Grégoire de Tours, également, un peu plus tard. En Espagne, l’Église commence à légiférer à partir de 648, indiquant ainsi de manière indirecte que cette forme de vie religieuse ascétique se répand.
C’est aux XIe et XIIe siècles — les grands siècles mystiques du Moyen Âge occidental — que les réclusions se multiplient. Nombreux sont les monastères qui aménagent des cellules spéciales près de leur église pour y recevoir ceux ou celles qui choisissent, après de nombreuses années en communauté, de devenir reclus. Les moniales recluses sont plus nombreuses, sans doute car la vie précisément érémitique, dans l’isolement d’un bois ou de la montagne, est considérée comme peu sûre pour des femmes. Les réclusions ne sont pas nécessairement des choix pour la vie entière. Au XIIe siècle l'abbé Ælred de Rievaulx (1110-1167) du Yorkshire écrit un texte tout d'abord destiné à sa sœur, intitulé La Vie de recluse et qui va inspirer un mouvement de mortification qui s'étendra dans toute l'Europe, particulièrement en Grande-Bretagne, France, Belgique et Pays-Bas. Ce texte prit valeur de règle. Des recluses vont ainsi vivre dans de petites cellules percées de ces petites ouvertures appelées hagioscopes qui leur permettent d'assister aux offices mais aussi de recevoir eau et nourriture des passants. Le cimetière des Saints Innocents de Paris abritait ainsi plusieurs reclusoirs tout au long du Moyen Âge accueillant reclus et recluses.
La plus célèbre des recluses en Allemagne est Wiborada de l'abbaye de Saint Gall qui, après une préparation de quatre ans en communauté monastique fut enfermée en réclusion en 916 par l’abbé-évêque Salomon III, dans une cellule près de l’église de Saint-Magne. Elle mourut assassinée en 926 par des bandits hongrois. C’est la première recluse dont on ait des détails biographiques certains ; de même Wiborada est la première femme officiellement canonisée par l’Église (en 1047). D’autres célèbres recluses sont les saintes Julienne de Norwich (en Angleterre) et Ivette de Huy (en Belgique).
Saint Romuald qui fonde en 1012 l’ordre des camaldules — des bénédictins ermites — y encourage explicitement la réclusion. Jusque vers 1450 les camaldules connaissent même la « réclusion collective » durant les périodes de carême et d’avent. Seuls en étaient dispensés les moines nécessaires au service de l’église et du monastère. L’ordre des camaldules est le seul qui, encore récemment — dans ses constitutions de 1968 — prévoit la possibilité de vie en réclusion monastique.

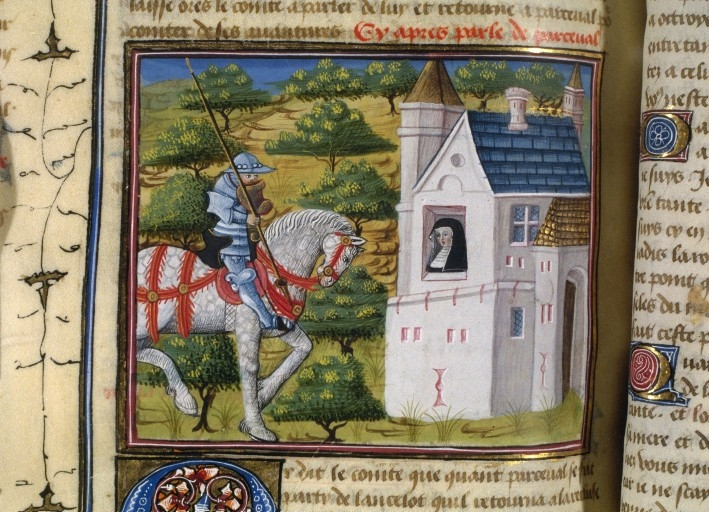
Perceval à la recluserie (XVe siècle).

Au Xe siècle toujours à Trèves, Siméon se reclut à la Porta Nigra. Il fut canonisé peu après sa mort.
Aux XIIIe et XIVe siècles la situation change : alors que les reclus tendent à disparaître ou deviennent des ermites plus traditionnels, les recluses se multiplient, surtout dans les villes, et sous la protection des cathédrales et des autorités civiles. Ces recluses sont volontaires et soigneusement sélectionnées. Elles reçoivent l'extrême-onction avant d'être enfermées, voire emmurées dans un espace de quelque neuf mètres carrés. Une petite fenêtre à barreaux donnant sur la rue permet aux passants de leur donner à manger, en échange de prières.
En 1320 à Rome il y avait 230 recluses (au XVIe siècle, quatre recluses vivaient encore près de la basilique Saint-Pierre).
À Saint-Flour, en France, la municipalité fait construire une recluserie sur un des ponts d’accès à la ville (le « pont de la recluse »). La recluse est à charge de la ville et lui apporte en retour protection spirituelle. Près d'Amiens vécut la recluse Colette de Corbie (1381-1447).
Au XVIIe siècle, le phénomène se ralentit comme tout autre forme de vie religieuse mais on note encore la présence de recluses à Paris, Lyon, Bruxelles, Louvain, Lille, Anvers. La plus célèbre est sans doute Jeanne de Cambry qui vécut comme recluse à Lille de 1625 à sa mort en 1639. En 1695 Jeanne Le Ber se fait enfermer comme recluse à Ville-Marie, au Canada.
Le 6 février 1990 décédait à Rome, après près de 44 années de réclusion à l'intérieur du monastère camaldule de l'Aventin, l'une des dernières recluses, sœur Nazarena.

## Liste de quelques recluses
Certaines recluses sont devenues célèbres :
- Basilia, recluse à l'abbaye Saint-Victor
- Jeanne Le Ber
- Dorothée de Montau, recluse volontaire, mystique et sainte catholique, patronne de la Prusse et de l'Ordre teutonique
- Alix la Burgotte, recluse volontaire au cimetière des Innocents où elle est décédée en 1470, après 46 années d’enfermement[3]
- Suster Bertken, poétesse et mystique recluse à Utrecht (v. 1426 - 1514)
- Colette de Corbie, recluse volontaire
- Catherine de Cardone (it), recluse près de Roda en Espagne
- Monégonde de Chartres
- Margaretha Grammaye, recluse de Bruxelles (+1605)
- Hildeburge de Gallardon, recluse à Pontoise
- Hodierne, recluse près de l'Abbaye de Saint-Arnould à Metz
- Ivette de Huy, dans le diocèse de Liège
- Ève de Saint-Martin, dans le diocèse de Liège
- Ermelinde de Meldert, dans le diocèse de Malines
- Marie de Montauban, fille de Jean de Montauban, amiral de France, condamnée, le 25 août 1471 « à être enclose et emmurée » pour tentative d'empoisonnement et d'ensorcellement sur la personne de son mari Georges de La Trémoille, sire de Craon et avoir empoisonné son 1er mari Louis Ier de Rohan-Guéméné[5]
- Jeanne Marcelle du Moulin, « Le mardi 7 avril 1416, la cour du Parlement de Paris ordonne que Jeanne Marcelle, femme de André du Moulin, bourgeois de Paris, serait enfermée « en un lieu seur, honeste, à par soy » et que ledit André du Moulin aurait une des clefs de la chambre où serait sa femme tandis que l'autre clef serait confiée à Jean Marcel, bourgeois de Paris, « cousin d'icelle femme». »[5]
- Rachilde, recluse de Saint-Gall en Suisse († 946)
- Julienne de Norwich, recluse volontaire
- Jeanne la Panoncelle, recluse volontaire
- Delphine de Sabran, recluse volontaire
- Berthe d'Utrecht, recluse volontaire
- Renée de Vendômois, condamnée à mort pour vol, adultère et complicité dans l'assassinat de son mari, voit sa peine commuée et est condamnée le 2 mars 1486, « à demeurer perpétuellement recluse et emmurée au cimetière des Saints-Innocents à Paris, dans une petite maison qui sera faite à ses dépens, des premiers deniers venant de ses biens, maison joignant l'église, comme elle était anciennement, pour y faire pénitence et finir ses jours au moyen d'aumônes et du résidu de ses biens »[3].
- Jeanne la Verrière, recluse volontaire

#### Essais
- Isabelle Heullant-Donat, Julie Claustre et Élisabeth Lusse, Enfermements : Le cloître et la prison (VIe-XVIIIe siècle), Publications de la Sorbonne, 2011
- Anneke B. Mulder-Bakker, Lives of the Anchoresses : The Rise of the Urban Recluse in Medieval Europe, University of Pennsylvania Press, 2005
- Grimlaïc, Regulae Solitariorum (ca 900)(en) Grimlaicus : Rule for Solitaries, traduction et introduction de Andrew Thornton, Liturgical Press, 2011.  (ISBN 0879078308)
- Aelred de Rievaulx, De institutione inclusarum (De l'institution des recluses) 1160-1162La Vie de recluse. La prière pastorale, éditions du Cerf, Paris, 1961
- Louis-Antoine-Augustin Pavy, Les Recluseries, Briday, Lyon, 1875 lire en ligne

#### Fiction
- Le roman de Victor Hugo, Notre-Dame de Paris, 1831, où apparaît la recluse d'une des logettes de la place de Grève
- Le roman de Patrick Graham, L'Évangile selon Satan, Anne Carrière, 2007, roman dans lesquels les recluses sont présentes
- Le roman de Carole Martinez, Du domaine des Murmures, Gallimard, 2011, évoque la vie d'une recluse au Moyen ÂgePrix Goncourt des Lycéens 2011
- Le roman de Fred Vargas, Quand sort la recluse, Flammarion, 2017, où apparaissent une recluse et les araignées homonymes.